# Peter Taylor (entrenador)
Peter Thomas Taylor (2 de julio de 1928 - 4 de octubre de 1990) fue un portero inglés, aunque destacó más como entrenador de fútbol. Su nombre es sinónimo de Brian Clough, con quién trabajó como asistente en varios clubes en las décadas de los 60, 70 y 80.
Jugando 20 años como futbolista profesional, empezó en el equipo de reservas del Nottingham Forest, antes de hacerse un nombre en el Coventry City desde 1950 hasta 1955. Después pasó seis años como primer portero del Middlesbrough, jugando 140 partidos de liga. Finalizó su carrera como futbolista en el Port Vale en la temporada 1961/62.
Su primer puesto como entrenador fue en el Burton Albion desde 1962 hasta 1965. A continuación pasó nueve años como segundo entrenador de Brian Clough en el Hartlepool United, el Derby County y el Brighton & Hove Albion. Desde 1974 hasta 1976 fue el entrenador del Brighton, decidiendo no volver a trabajar con Clough hasta 1976, en el Nottingham Forest. La pareja disfrutó de una exitosa sociedad, y se hizo más fuerte en el Forest hasta que Taylor se retiró en mayo de 1982. Seis meses después tomó el cargo de entrenador en el Derby County, donde estuvo hasta su retirada permanente en 1984.

## Carrera como futbolista
Natural de Nottingham, Taylor empezó su carrera con el Nottingham Forest, aunque nunca jugó con el primer equipo. En 1950 se unió al Coventry City, donde defendió la portería en 86 partidos de liga en 5 años antes de marcharse al Middlesbrough. Pasó seis años en el club, jugando 140 partidos de liga. En el Middlesbrough, Taylor conoció a Brian Clough, un joven delantero con gran potencial. El descubrimiento del potencial de Clough le ayudó a ascender al primer equipo.
En junio de 1961, el Port Vale pagó al ´Boro 750 libras por sus servicios. En gran parte innecesario en el Vale, a la sombra de Ken Hancock desde 1960 hasta 1964, la única aparición de Taylor fue en la derrota 2-1 en Bradford Park Avenue el 3 de febrero de 1962. Se fue al Burton Albion con la carta de libertad donde empezó su carrera como entrenador.

## Carrera como entrenador
En octubre de 1962, el Burton Albion le ofreció un trabajo como entrenador a Taylor. Creó una de las partes más exitosas de la historia del Burton, ganando la Southern League Cup en 1964. Un año después se convirtió en el asistente de Clough en el Hartlepool. Antes de su llegada, el club se vio obligado a solicitar la reelección a la Football League cuatro veces en los últimos seis años. Los dos poco a poco consiguieron cambiar la suerte del club, llevándolo al 8º puesto de la Fourth Division.
Mientras Clough inspiraba y motivaba al equipo, era Taylor quién tenía la extraordinaria habilidad de detectar el talento y el potencial. Clough una vez dijo de su colega: "No estoy preparado para dirigir un equipo exitosamente sin Taylor. Yo soy el escaparate y él la mercancía".

### Derby County
En mayo de 1967 ambos dejaron el equipo para dirigir al Derby County. El equipo que dirigieron en Hartlepool ascendió el año siguiente. En Derby, Taylor y Clough procedieron a reconstruir la plantilla, siendo clave la habilidad de Taylor fichando a jugadores como Dave Mackay y Roy McFarland.  El Derby ascendió a la First Division en 1969. Acabaron cuartos en 1970 y ganaron el campeonato en 1972 - el primero en la historia del club. El Derby alcanzó las semifinales de la Copa de Europa la siguiente temporada, siendo derrotados de forma polémica contra la Juventus.  El 15 de octubre de 1973, él y Clough dimitieron, aparentemente tras una disputa con la directiva del Derby por el crucial pero indefinido papel de Taylor en el equipo, aunque hay numerosas razones detrás de la dimisión de Taylor y Clough. Hubo protestas de esto en el siguiente partido en casa del Derby frente al Leicester City el 20 de octubre de 1973, ya que los aficionados del Derby reclamaban la vuelta de Clough y Taylor.

### Brighton & Hove Albion
Entonces los dos se hicieron cargo del Brighton en la Third Division el 1 de noviembre de 1973, aunque esta vez con menos éxito. Justo después de que la pareja fuese contratada, el equipo perdió 4-0 contra el Walton & Hersman en el replay de la FA Cup y después 8-2 en casa frente a los Bristol Rovers el 1 de diciembre de 1973. El equipo acabó 19º esa temporada salvándose por poco del descenso.
Clough se marchó al Leeds United en julio de 1974, pero Taylor se negó a ir con él y se quedó en el club dos temporadas más, logrando el 4º puesto en 1975-1976.

### Nottingham Forest
El 16 de julio de 1976, Taylor dimitió como entrenador y se volvió a unir a Clough, quién se había trasladado al Nottingham Forest. Un año después el Brighton ascendió a la Second Division bajo la dirección de Alan Mullery y en la temporada de 1978-79 subieron a la First Division.
En el año de llegada de Taylor, el Forest ascendió a la First Division. En 1977, Taylor y Clough decidieron sustituir a John Middleton por Peter Shilton, a quién ficharon por 270.000 £; Taylor lo justificó diciendo: "Shilton te gana partidos". En su primera temporada de vuelta en la máxima categoría, el Forest ganó el campeonato, acabando 7 puntos por encima del Liverpool, concediendo tan solo 24 goles en 42 partidos con Shilton bajo los palos. También ganaron la Copa de la Liga, con un 1-0 al Liverpool en el replay. En 1979, el Forest ganó la Copa de Europa con una victoria al Malmö FF y la Copa de la Liga de nuevo. Consiguieron revalidar el título europeo un año después frente al Hamburgo SV de Kevin Keegan, aunque el club no consiguió su tercera Copa de la Liga al caer derrotados frente a los Wolverhampton Wanderers en la final.

### Vuelta a Derby
Taylor se retiró en mayo de 1982 después de que el Forest acabase 12º en la liga y fuese eliminado en tercera ronda por el Wrexham, pero volvió como entrenador del Derby seis meses después en noviembre de ese año, para sorpresa de muchos. En ese momento el Derby estaba atravesando serios problemas económicos y se encontraba al final de la tabla, pero él les llevó a la mitad de la tabla al final de la temporada. En la tercera ronda de la FA Cup el 8 de enero de 1983 eliminaron al Forest de Clough con una victoria de 2-0 en el Baseball Ground. Alcanzaron la quinta ronda y cayeron frente al Manchester United por 1-0 en casa. En esa temporada, el Derby consiguió una racha de 14 partidos invicto. Sin embargo, la siguiente temporada vio al equipo deshacerse de nuevo, y Taylor dimitió a principios de abril de 1984 con el club tercero por la cola de la Second Division. No había dinero para fichar nuevos jugadores. El Derby casi quiebra y fue rescatado en el último minuto a finales de marzo de 1984. Sin embargo, el equipo alcanzó los cuartos de final de la FA Cup esa temporada, siendo eliminados por 1-0 en el replay frente al Plymouth Argyle por medio de un gol desde un saque de esquina. El premio conseguido en la copa consiguió prácticamente que el club siguiese a flote.

## Ruptura con Clough
Parece que la relación se comenzó a fracturar en otoño de 1980 cuando Taylor publicó With Clough by Taylor, una autobiografía que mayormente se basaba en el trabajo de Taylor con Clough. Él no le habló de que estaba escribiendo el libro en el momento.
Aunque ellos inicialmente llegaron a un acuerdo, la relación de Taylor con Clough se vio permanentemente dañada tras la disputa por el traspaso de John Robertson del Forest al Derby en mayo de 1983, cuando Taylor aparentemente no se lo contó a Clough, quién estaba de vacaciones. Clough atacó a Taylor después con un artículo en un tabloide acusándole de ser una "serpiente de cascabel", "una serpiente entre la hierba" y dijo que "Nos vemos casi todos los días de camino al trabajo por la A52. Pero si su coche se averiase y me pidiese que le llevase no le cogería, le atropellaría".
Clough y Taylor nunca se volvieron a hablar. Durante sus últimos seis años de vida, Taylor escribía de vez en cuando artículos de opinión sobre fútbol. En 1989, un año antes de morir, Taylor instó a Clough a que se retirase antes de que un presidente como Longson le obligase a irse o que su salud se resintiese bajo la presión que supone ser un entrenador de primer nivel, obligándole a un retiro prematuro, lo cual ocurrió cuatro años después.

## Muerte
Peter Taylor murió de repente mientras estaba de vacaciones en la Costa De Los Pinos en Mallorca a la edad de 62 años, el 4 de octubre de 1990. Cuando a Clough le contó Ron Felton que Taylor había muerto este aparentemente no habló, colgó el teléfono y lloró intensamente. Él también, todavía muy apenado, llamó a la familia de Taylor. Clough fue al funeral once días después y dedicó su autobiografía de 1994 a Taylor diciendo " Para Peter. Todavía te añoro. Una vez dijiste:'Cuando recibas un disparo de mi no habrá más risas en tu vida'. Tenías razón".
Fue incinerado en el cementerio de la iglesia de St Peter en Widmerpool, Nottinghamshire.

## Legado
Clough hizo un tributo a Taylor cuando recibió las llaves de la ciudad de Nottingham en marzo de 1993, diciendo que "Solo tengo una cosa de la que arrepentirme hoy, y es que mi compañero no está aquí conmigo". También rindió homenaje a Taylor en la inauguración de un busto suyo en el City Ground en septiembre de 1999, diciendo que le gustaría que la "Tribuna de Brian Clough" fuese renombrada como la "Tribuna de Brian Clough y Peter Taylor" en reconocimiento de la gran contribución de Taylor.
Fue interpretado por Timothy Spall en The Damned United una superproducción estrenada en 2009 basada en la nefasta experiencia de Clough en el Leeds United.
En abril de 2009 el Derby County FC anunció que habrá una estatua de los técnicos Brian Clough y Peter Taylor, que se erigirá en el Pride Park Stadium. Clough ya ha sido honrado con estatuas en Nottingham y Middlesbrough. El escultor Andy Edwards, quién también hizo el busto de Steve Bloomer,[cita requerida] fue contratado para trabajar en el proyecto. El Monumento de Brian Clough y Peter Taylor fue inaugurado en agosto de 2010.
En octubre de 2009, la familia de Taylor se quejó de que no se había reconocido lo suficiente los logros de Taylor, en particular su hija, Wendy Dickinson, quién lamentó que el Nottingham Forest hubiese apartado su contribución de la historia del club.
En enero de 2010 Wendy Dickinson pidió ayuda para escribir un nuevo libro sobre su padre. Pidió a futbolistas, aficionados y vecinos para que se pusiesen en contacto si tenían alguna anécdota sobre su padre.

## Títulos

### Como entrenador

#### Burton Albion
- Southern Football League: 1964[35]

### Como segundo entrenador (junto aBrian Clough)

#### Derby County
- Football League First Division: 1971-72
- Football League Second Division: 1968-69

#### Nottingham Forest
- Copa de Europa: 1979, 1980
- Supercopa de Europa:

Campeón 1979
Subcampeón 1980
- Copa Intercontinental: 1980 (subcampeón)
- Football League First Division:

Campeón 1977-78
Subcampeón 1978-79
- Copa de la Liga:

Campeón 1978, 1979
Subcampeón 1980
- Community Shield: 1978